# 凯尔林·贝洛
凯尔林·贝洛（匈牙利語：Kehrling Béla，1891年1月25日—1937年4月26日），匈牙利网球、乒乓球、足球、冰球和雪车运动员。他曾参加1912年夏季奥运会和1924年夏季奥运会。